# رونالدو تافاريس
رونالدو تافاريس هو لاعب كرة قدم برتغالي في مركز الوسط، ولد في 22 يوليو 1997 في البرتغال. لعب مع سبورتينغ لشبونة ب.

## وصلات خارجية
- رونالدو تافاريس على موقع دوري كوريا الجنوبية (الإنجليزية)
- رونالدو تافاريس على موقع قاعدة بيانات كرة القدم.إي يو (الإنجليزية)
- رونالدو تافاريس على موقع Soccerway.com (الإنجليزية)